# Anastasia Slutskaya
Anastasia Slutskaya, död 1526, var en rysk adelskvinna. Hon var regent av furstendömet Slutsk i Litauen (nuvarande Vitryssland) för sin omyndiga son furst Jurij av Slutsk 1503-1512. 